# 쓰가루후타마타역
쓰가루후타마타역(일본어: 津軽二股駅)은 일본 아오모리현 히가시쓰가루군 이마베쓰정에 위치한 동일본 여객철도 쓰가루 선의 철도역이다. 단선 승강장 1면 1선의 구조를 갖춘 지상역이다.

## 역 주변
- 홋카이도 여객철도 홋카이도 신칸센 오쿠쓰가루이마베쓰 역

## 역사
- 1958년 10월 21일 : 일본국유철도 쓰가루 선 가니타역 - 민마야역 간 개통에 의해, 이 노선의 역으로서 개업.
- 1968년 10월 20일 : 화물 취급 폐지.
- 1970년 8월 1일 : 간이위탁역으로 됨에 따라, 무인화.
- 1987년 4월 1일 : 일본국유철도 분할 민영화에 의해, 동일본 여객철도가 승계.
- 1988년 3월 13일 : 홋카이도 여객철도 가이쿄 선 개통에 의해, 이 역과 접속하는 쓰가루이마베쓰 역이 개업.
- 시기 불명 : 간이 위탁이 폐지되어, 완전 무인화.
- 1997년 4월 11일 : 역사 부지에 '미치노에키 이마베쓰'가 오픈함.
- 2013년 11월 11일 : 홋카이도 신칸센 개업 공사 및 역 앞 광장 공사 등으로 인해, '미치노에키 이마베쓰'가 영업 중단.
- 2015년 4월 24일 : '미치노에키 이마베쓰' 영업 재개.

## 인접 역
| 쓰가루 선            | 쓰가루 선   | 쓰가루 선              |
| -------------------- | ----------- | ---------------------- |
| 오다이 아오모리 방면 | ■ 쓰가루 선 | 오카와다이 민마야 방면 |